# When Nietzsche Wept
When Nietzsche Wept è un film del 2007 diretto da Pinchas Perry. Si tratta di una pellicola indipendente di produzione statunitense, basata sul romanzo omonimo Le lacrime di Nietzsche di Irvin Yalom del 1992: anche se basato su un avvenimento di fondo reale della vita dei protagonisti, tutta la vicenda evolve in pura finzione.

## Trama
Ambientata nel 1882, la storia si apre con Lou Andreas Salomé, una giovane russa di buona famiglia, che si rivolge al quarantenne neurologo Joseph Breuer perché visiti il suo carissimo amico professor Friedrich Nietzsche; questi difatti le ha scritto lettere disperate che le fanno temere un gesto sconsiderato da parte di lui. La ventunenne Lou ha avuto una platonica storia d'amore col filosofo il quale, durante una gita al Lago d'Orta, le avrebbe proposto di sposarlo.
Purtroppo per lui la ragazza è troppo ribelle ed indipendente per accettare di accasarsi con una persona comune, pertanto gentilmente lo rifiuta, scegliendo invece di continuare a frequentare l'amico d'entrambi Paul Rée; cosa che fa cadere Nietzsche in una profonda depressione. Avendo appena sentito parlare di una nuova tecnica di cura psicologica basata sulla parola e l'ipnosi, Lou decide di chiedere aiuto al medico viennese.
I due s'incontrano e un riluttante e già travagliato (per motivi personali) Breuer, a seguito di molte insistenze, decide d'accettar l'incarico: superficialmente si propone di curare i terribili attacchi di emicrania che dilaniano la vita quotidiana di Nietzsche; in realtà dovrebbe cercar di attutire la "disperazione morale" del filosofo causata dal rifiuto di Lou di sposarlo, e da tutto il dolore conseguente che ciò gli ha inflitto.
Lou riesce a convincere Franz Camille Overbeck, amico e confidente del pensatore nonché suo collega all'Università, di mandare Nietzsche da Breuer per un consulto; fin dall'inizio però il professor di filosofia non offre alcun aiuto né collaborazione. Poco dopo nuovi fortissimi dolori di capo, aggravati anche da un uso intensivo di sonniferi, convincono Nietzsche a ripartire immediatamente per Basilea. Nel frattempo un molto più giovane collega di Breuer, un certo Sigmund Freud, suggerisce all'amico più anziano uno scambio di confidenze col paziente, per far sembrar così a Nietzsche esistere un rapporto alla pari; questi difatti rifiuta come veleno e peste ogni gerarchia di potere, e non ha accettato in alcun modo finora di aprirsi e confessarsi al dottore.
Dopo aver letto, ed esserne rimasto favorevolmente colpito, gli ultimi libri pubblicati dal filosofo, Breuer durante quello che dovrebbe esser il loro ultimo incontro lancia l'idea che mentre egli cerca di curare il corpo di Nietzsche, questi deve aiutar Breuer ad uscir dalla profonda prostrazione e stress in cui si trova, dal momento che s'è follemente innamorato di una delle sue pazienti, Bertha Pappenheim (nota come Anna O. negli scritti successivi di Freud).
Le reciproche confessioni portano i due ad aprirsi sempre più l'uno con l'altro e a diventar amici, con un apprendimento reciproco dello stile di vita d'ognuno: il dottore, un rispettabile borghese ebreo padre di famiglia tutto intriso di doveri e responsabilità; il filosofo, un senza-patria che rifiuta qualsiasi imposizione e obbligo di sorta, celibe, senza casa né famiglia a cui badare, in più profondamente miscredente.
Nietzsche cerca di curare l'angoscia di Breuer e la sua presunta infelicità domestica esplorando i sogni che questi fa e che giornalmente gli espone: il suo metodo è altamente simbolico e carico di significati che vanno poi via via interpretati. Breuer, sempre più affascinato, racconta all'amico Sigmund quest'abbozzo di una teoria dell'interpretazione dei sogni, e Freud rimane a sua volta molto colpito giudicandola davvero interessante. Venuto a sapere che la madre stessa di Breuer, morta giovanissima, si chiamava anch'essa Bertha, ecco che Nietzsche interpreta le ossessioni del dottore come originario complesso edipico, un vero e proprio blocco sessuale infantile mai risolto.
In conclusione Nietzsche prende il treno che lo dovrà portare a Genova, dove inizierà a scrivere il suo libro più importante e famoso, Così parlò Zarathustra; Breuer decide di rimanere con la moglie e non abbandonare la famiglia e non si butta neanche giù da un ponte come caldamente gli era stato raccomandato di fare da Nietzsche; Sigmund Freud comincerà da quel momento ad abbozzare la sua psicologia basata sulla parola, l'interpretazione dei sogni, il complesso di Edipo e la sessualità infantile dandole il nome di psicoanalisi; Lou Salomé in seguito diverrà una delle migliori allieve dello stesso Freud e una fra le prime donne psicoanaliste, largamente apprezzata; Bertha concluderà la sua esistenza come filantropa aiutando i bambini poveri e i bisognosi.